# Paramolgula chilensis
Paramolgula chilensis är en sjöpungsart som beskrevs av Hartmeyer 1914. Paramolgula chilensis ingår i släktet Paramolgula och familjen kulsjöpungar.
Artens utbredningsområde är Södra Ishavet. Inga underarter finns listade i Catalogue of Life.